# 葛和伸元
葛和 伸元（くずわ のぶちか、1955年1月6日 - ）は、日本の元バレーボール選手・指導者。元全日本女子監督。

## 来歴
大阪府羽曳野市出身。大阪商大附属高等学校から法政大学を経て、卒業後は日本電気男子バレー部に入部した。選手として活躍後、女子バレー部コーチを経て同部監督となる。1997年にはVリーグ優勝に導き、同年から2000年まで全日本女子バレーボールチーム監督を務めた。
全日本女子監督就任後は大型化を推進し、アタッカーだった大貫美奈子をセッターにコンバートしたものの上手くいかず、NECの教え子である竹下佳江を正セッターに抜擢して2000年シドニーオリンピック世界最終予選に臨んだ。しかし、日本は3勝4敗の6位で敗退し日本女子バレー史上初の五輪出場を逃す結果に終わり、責任を取って辞任した。その後、再びNECレッドロケッツの監督、総監督を務めた。
2005年10月、NECから出向の形で当時V1リーグのトヨタ車体クインシーズ総監督に就任しチームをプレミアリーグ昇格に導いた。
2008年6月、総監督から監督に就任した。
2012年4月、監督を退任。2014年4月、仙台ベルフィーユの監督に就任。
2018年4月から日本航空高等学校女子バレーボール部監督に就任する。
2022年、V.LEAGUE入りを目指すベスビアス新潟の監督に就任した。
2024年、拓大紅陵高等学校女子バレーボール部監督に就任。

## 人物・エピソード
- 非常な熱血漢タイプの監督として知られ、マスコミから「ニッポンの怒る人」と命名されたこともあるほどである。ただし「ここは最大集中や。」等という精神論に重きを置いた指導は一部から批判された。
- 指導の厳しさとは裏腹に、トーク番組ではお茶目な姿を見せるなどしている。

## 所属チーム

### 選手
- 大阪商大附属高等学校
- 法政大学
- 日本電気（1977-1981年）

### 指導者
- NECレッドロケッツ（1981-2004年）
- 女子日本代表（1997-2000年）
- トヨタ車体クインシーズ（2005-2012年）
- 仙台ベルフィーユ（2014-2017年）
- 日本航空高等学校女子バレーボール部（2018-2022年）
- ベスビアス新潟（2022-2024年）
- 拓殖大学紅陵高等学校女子バレーボール部（2024年-）